# Brezovska Gora
Brezovska Gora je naselje v Občini Krško.